# Człuchy
Człuchy (deutsch Schlochow; kaschubisch
Człëchë bzw. Człëchi, slowinzisch Člȧ̃χi̯ bzw. Člȧ̃χɵvɵ) ist ein Dorf in der Gmina Smołdzino (Landgemeinde Schmolsin) im Powiat Słupski (Stolper Kreis) der polnischen Woiwodschaft Pommern.

## Geographische Lage
Das Dorf liegt in Hinterpommern, östlich am Garder See, etwa 26 Kilometer nordnordöstlich der Stadt Stolp und einen Kilometer nordwestlich des Kirchdorfs Smołdzino (Schmolsin).

## Geschichte
Am Anfang des 14. Jahrhunderts hatte Schlochow zu den umfangreichen Ländereien des Peter von Neuenburg, seinerzeit Wojewode von Stolp, gehört, Abkömmling eines pommerschen Grafengeschlechts, dem Historiker später den Beinamen Swenzonen gaben (benannt nach dem ältesten namentlich bekannten Familienmitglied, Swenzo, Kastellan von Stolp). Vermutlich war Schlochow älter – und hatte zum damaligen Zeitpunkt wohl auch eine größere Bedeutung – als der unmittelbare Nachbarort Schmolsin.
Nachdem Schlochow vor 1648 zum Herzogtum Pommern gehört hatte, zählte es in preußischer Zeit zu den sogenannten königlichen Dörfern. Es unterstand dem Amt Stolp und später dem Amt Schmolsin. Das Dorf war in der Form eines Sackgassendorfs angelegt worden. Um 1784 gab es in Schlochow fünf Bauern, einschließlich des Schulzen, und insgesamt fünf Haushaltungen.
Im Jahr 1925 standen in Schlochow 18 Wohngebäude. Im Jahr 1939 lebten in Schlochow 67 Einwohner in 18 Haushaltungen, und die Gemeinde hatte insgesamt 17 bäuerliche Betriebe. Die Gemeindefläche war 208 Hektar groß. Schlochow war der einzige Wohnort in der Gemeinde Schlochow.
Bis 1945 bildete Schlochow eine Landgemeinde im Landkreis Stolp, Regierungsbezirk Köslin, der preußischen Provinz Pommern im Deutschen Reich. Schlochow war dem Amtsbezirk Schmolsin
zugeordnet.
Gegen Ende des Zweiten Weltkriegs besetzte am 8. März 1945 die Rote Armee das Dorf. Am 10. März 1945 wurde in der Ortschaft eine sowjetische Kommandantur eingerichtet. Da das Dorf im russischen Sperrgebiet an der Ostsee lag, mussten es alle Dorfbewohner von Ende März 1945 bis Juni 1945 vorübergehend verlassen. Nachdem die Rote Arme Anfang 1946 Schlochow geräumt hatte, wurde der Ort von der Sowjetunion der Volksrepublik Polen zur Verwaltung überlassen, und Polen besetzten die Gehöfte. Schlochow wurde in Człuchy umbenannt. Die einheimischen Dorfbewohner wurden in der Folgezeit von der polnischen Administration aus Schlochow vertrieben.
Später wurden in der Bundesrepublik Deutschland 10 und in der DDR 39 aus Schlochow gekommene Dorfbewohner ermittelt.
Das Dorf gehört heute zum Powiat Słupski der Woiwodschaft Pommern (bis 1998 Woiwodschaft Słupsk). 

## Kirche

### Kirchspiel bis 1945
Die vor 1945 in Schlochow lebende Bevölkerung war mit seltenen Ausnahmen evangelisch. Im 18. Jahrhundert gehörte Schlochow zum Kirchspiel Groß Garde. Später kam das Dorf zum Kirchspiel Schmolsin und gehörte damit zum Kirchenkreis Stolp-Altstadt.
Das katholische Kirchspiel war in Stolp.

### Polnisches Kirchspiel seit 1945
Die seit 1945 und Vertreibung der einheimischen Dorfbewohner anwesende polnische Einwohnerschaft ist größtenteils katholisch.
Hier lebende evangelische Polen sind dem Pfarramt in Stolp in der Diözese Pommern-Großpolen der Evangelisch-Augsburgischen Kirche in Polen zugeordnet.

## Schule
Die Schulkinder von Schlochow gingen in Schmolsin zur Schule.